# Gazaria (colonia genovese)
Gazaria è un toponimo di epoca medievale, derivato dalla parola "Cazari", con cui venivano indicate le colonie della Repubblica di Genova in Crimea, possedute tra il 1266 ed il 1475. L'importanza commerciale della colonia derivava dal fatto che controllava una delle estremità occidentali (la più settentrionale) della via della seta.

## Storia
La premessa politica dello stabilimento delle colonie di Gazaria era stato il Trattato del Ninfeo del 1261, con cui l'imperatore di Nicea concedeva ai Genovesi l'esclusiva del commercio nel "Mare Maius" (Mar Nero) nelle posizioni che erano state dei Veneziani.
Conseguentemente nel 1266 fu concessa ai Genovesi Caffa, che divenne il capoluogo dei domini di Gazaria.
Nel 1308 i Mongoli dell'Orda d'Oro comandati dal khan Toqtai, dopo un leggendario assedio, espugnarono Caffa. Cinque anni dopo, in ogni modo, i Genovesi riuscirono a riottenere la loro colonia dal successore di Toqtai, Uzbek, interessato a ristabilire le relazioni commerciali.
Nel 1313, recuperato il possesso della città, la Compagna Communis organizzò in modo più strutturato l'amministrazione della colonia.
Il potere legislativo era attribuito all'Officium Gazarie, composto da otto magistrati che rimanevano in carica sei mesi e nominavano i loro successori. Essi, data la distanza della colonia dalla madrepatria, avevano grande autonomia. 
Il potere esecutivo era affidato al Console di Caffa, di durata annuale, coadiuvato da uno scrivano o cancelliere, entrambi nominati dal governo genovese. Era invece elettivo il consiglio di 24 membri, anch'esso di durata annuale, i cui membri erano per metà nobili e per metà mercanti o artigiani. Di questi ultimi quattro potevano essere abitanti locali che avevano ottenuto la cittadinanza genovese. Infine, il consiglio eleggeva un consiglio ristretto di sei membri esterni al consiglio dei 24. Le altre città della colonia avevano amministrazioni simili, subordinate a quella di Caffa.
Nel 1341 le leggi vigenti nella Gazaria genovese furono raccolte nel Liber Gazarie, oggi custodito all'Archivio di Stato di Genova. La raccolta fu successivamente aggiornata nel 1441 con il nome di Statuta Gazarie.
Nel 1347 l'Orda d'Oro, questa volta guidata da Ganī Bek, assediò nuovamente Caffa. La cronaca anonima, ma attribuita al frate francescano, Michele da Piazza racconta che gli assedianti avrebbero lanciato con le catapulte entro le mura della città i cadaveri dei loro compagni morti di una malattia che si stava diffondendo da Oriente, la peste nera. Gli abitanti di Caffa avrebbero immediatamente gettato in mare i corpi, ma la peste era ormai entrata in città. Una volta a Caffa, la peste fu introdotta nella vasta rete commerciale dei genovesi, che si estendeva su tutto il Mediterraneo. A bordo delle navi commerciali che partivano da Caffa nell'autunno del 1347 la peste giunse a Costantinopoli, prima città europea contagiata, e in seguito arrivò a Messina e si diffuse in tutta Europa.
La zecca di Caffa batteva aspri d'argento.
Le entrate fiscali della Gazaria erano state assegnate alla "compera di Gazaria", l'associazione dei creditori dello stato che aveva anticipato le spese per la difesa della colonia. Di fatto la "compera" apparteneva alla Casa di San Giorgio, che perciò gestiva la fiscalità della Gazaria.
Dopo la caduta di Costantinopoli, nel 1453, la Compagna Communis cedette a San Giorgio la sovranità stessa sulla Gazaria, ritenendo che fosse l'unico soggetto capace di organizzare la resistenza contro i Turchi. Questi domini furono tuttavia conquistati dall'Impero ottomano nel 1474.

## Colonie genovesi in Crimea
- Caffa (l'odierna Feodosia) - 1266–1475 era il capoluogo delle colonie genovesi in Crimea
- Tauride di Cherson (l'odierna Sebastopoli) - 1250–1320/1427
- Cembalo (l'odierna Balaklava) dal 1357
- Alupka
- Caulita (l'odierna Jalta)
- Lusta (l'odierna Alušta) - 1365–1434
- Soldaia (l'odierna Sudak) - 1266/87-1322, 1358/65–1475 nel periodo intermedio fu veneziana
- Solgat, o Solhat, Surcati (l'odierna Staryj Krym o Kirim)
- Sarsona
- Chimmero
- Vosporo (l'odierna Kerč) dal 1310

## Elenco dei Consoli di Caffa e Gazaria
Qui di seguito l'elenco dei consoli e governatori del territorio coloniale genovese.